# Лісне (Юргінський район)
Лісне́ (рос. Лесное) — село у складі Юргінського району Тюменської області, Росія.
Стара назва — смт Лісний.
Населення — 1548 осіб (2010, 1598 у 2002).
Національний склад станом на 2002 рік:
- росіяни — 91 %